# 丽塔·萨尔基相
丽塔·亚历山德里·萨尔基相 (née Dadayan (Դադայան), 1962年3月6日 - 2020年11月20日) ，2008至2018年期间为亚美尼亚第一夫人，出生于一个军人家庭，生前职业为音乐教师。

## 婚姻
1983年，与谢尔日·萨尔基相结婚。二人育有两个女儿Anush和Satenik，以及四个外孙Mariam、Rita、Ara以及Serzh。

## 去世
2020年11月20日，丽塔·萨尔基相因感染新冠病毒逝世，享年58岁。 尼科尔·帕希尼扬总理发表唁电，表示“其在促进本国文化的社会和公共活动中发挥了引领作用”。阿尔缅·萨尔基相总统亲自慰问了谢尔日并表达了他的哀思。